# 黄芩
黄芩是唇形科黄芩属的一种植物。黄芩的根是一种草药，味苦、性寒，能清热燥湿、泻火解毒、止血、安胎。

## 形态
多年生草本，圆柱形根肥大；方形茎，基部分枝；披针形的叶子对生。花期7－8月，花序顶生；花冠紫红色或蓝色；花萼二唇型，结果时闭合。

## 分布
分布于中国东北、华北，包括河南、陕西、山东等地。北京山区多见，

## 中药用途
黄芩的根可入中药，並入选中国国家重点保护野生药材物种名录。一般用来治疗上呼吸道感染和肠胃炎。北京农村老百姓用其叶代替茶叶。黄芩是大柴胡汤、小柴胡汤等多味中药的主要配方。
日本、台湾都有报道患者因服用小柴胡汤而出现急性肝炎，可能是其中的黄芩引起的。
黃芩含有黄芩素、黄芩苷、汉黄芩素、去甲汉黄芩素、千层纸素A及β-谷固醇等。
主要治理實火，能夠解熱解渴，促進排便，止血安胎。

## 延伸阅读
[在维基数据编辑]
 《欽定古今圖書集成·博物彙編·草木典·黃芩部》，出自陈梦雷《古今圖書集成》
 《植物名實圖考·黃芩》，出自吳其濬《植物名實圖考》

## 參看
- 北美黃芩（英语：Scutellaria lateriflora）

## 外部連結
- 黃芩 Huangqin（页面存档备份，存于） 藥用植物圖像數據庫 (香港浸會大學中醫藥學院) （中文）（英文）
- 黃芩 中藥材圖像數據庫  (香港浸會大學中醫藥學院) （中文）（英文）
- 黃芩 Huang Qin（页面存档备份，存于） 中藥標本數據庫 (香港浸會大學中醫藥學院) （繁體中文）（英文）
- 梔子苷 Jasminoidin（页面存档备份，存于） 中草藥化學圖像數據庫 (香港浸會大學中醫藥學院) （中文）（英文）
- 黃芩素 Baicalein（页面存档备份，存于） 中草藥化學圖像數據庫 (香港浸會大學中醫藥學院) （中文）（英文）